# دهستان حومه (لارستان)
دهستان حومه، یکی از دهستان‌های بخش مرکزی شهرستان لارستان در استان فارس ایران است. مرکز این دهستان، روستای هرمود مهرخویی است.

## جمعیت
بر پایه سرشماری عمومی نفوس و مسکن در سال ۱۳۹۵، جمعیت دهستان حومه برابر با ۱۰٬۶۱۳ نفر بوده است.